# Tomas Haake
Tomas Haake (n. 13 de julio de 1971) es un músico sueco, más conocido por ser el baterista de la banda de metal experimental Meshuggah.

## Biografía
Destacado por su complejidad técnica, Haake es incluido muy a menudo en diferentes encuestas de revistas para bateristas. A diferencia de muchos otros bateristas que destacan también por su habilidad en la técnica, Haake mantiene un estilo contenido, centrándose únicamente en las características de sus riffs en lugar de realizar exuberantes solos. Su estilo baterista se caracteriza por hacer uso de la polirritmia, mientras mantiene estructuralmente un ritmo estable de 4/4. Este estilo se ha convertido en uno de los más reconocidos en el mundo de Meshuggah.
Haake, además, escribe la mayoría de las letras de las canciones de Meshuggah y contribuye en ocasiones como vocalista hablado en algunas canciones, como por ejemplo, "The Exquisite Machinery of Torture" del álbum Chaosphere, "Spasm" del álbum Nothing, así como en diversas pistas del álbum Catch Thirty-Three.
Haake también ha participado como vocalista en el único disco del guitarrista de Meshuggah Fredrik Thordendal, llamado Sol Niger Within.
En 2011 contrajo matrimonio con la bajista de Crucified Barbara Ida Evileye (Ida Stenbacka) en una ceremonia en Las Vegas, Nevada, Estados Unidos. 